# Mauricio Ardila
Mauricio Alberto Ardila Cano (Yarumal, Antioquia, Colombia, 21 de mayo de 1979) es un ciclista colombiano.
Su primo, Alex Cano Ardila, también es ciclista profesional.

## Biografía
Luego de iniciar su carrera deportiva en el Orgullo Paisa, donde ganó la Vuelta de la Juventud de Colombia en 1999 y 2000, pasó a Europa como ciclista profesional con el equipo Marlux en 2002. En 2004, firmó con el Chocolade Jacques, antes de incorporarse al Davitamon-Lotto en 2005. Ejecuta la temporada 2006 bajo los colores del Rabobank. Este buen escalador de bolsillo (58 kg por 1,65 m) tiene algunas victorias a su nombre, como el Vuelta a Gran Bretaña en 2004, una etapa de la Vuelta a la Baja Sajonia en 2005 y una etapa del Tour del Porvenir en el año 2002.
Estuvo a punto de ganar la 13.ª etapa de la Vuelta ciclista a España 2005. La etapa finalizaba en el Santuario de la Bien Aparecida en Ampuero y se fraguó una escapada llena de ciclistas ilustres: Samuel Sánchez, Óscar Pereiro, Pablo Lastras, Óscar Sevilla, Constantino Zaballa y él mismo. Durante la ascensión fue capaz de despegar a todos sus compañeros de fuga y ya en la cima celebró la victoria 80 metros antes de la llegada real, que había confundido con la pancarta del premio de la montaña. Este terrible despiste fue aprovechado por el asturiano del Euskaltel Samuel Sánchez para anotarse su primera victoria en la ronda española.

## Palmarés
1996
- Vuelta del Porvenir de Colombia

1999
- Vuelta de la Juventud de Colombia
- 2.º en el Campeonato de Colombia Contrarreloj Sub-23

2000
- Vuelta de la Juventud de Colombia

2001
- Vuelta Higuito

2002
- Vuelta al Valle del Cauca
- 1 etapa en el Tour del Porvenir
- 1 etapa en la Vuelta a Suecia

2004
- Vuelta a Gran Bretaña, más 2 etapas

2005
- Vuelta al Valle del Cauca
- 1 etapa de la Vuelta a la Baja Sajonia

2014
- Vuelta Marco Fidel Suárez

2015
- Clásica de El Carmen de Viboral

## Resultados enGrandes Vueltasy Campeonatos del Mundo
| Carrera         | 2002 | 2003 | 2004 | 2005 | 2006  | 2007 | 2008 | 2009 | 2010  | 2011  | 2012 | 2013 | 2014 | 2015 |
| Giro de Italia  | -    | -    | 31.º | 27.º | 98.º  | 67.º | 20.º | 41.º | 15.º  | 122.º | -    | -    | -    | -    |
| Tour de Francia | -    | -    | -    | -    | -     | -    | -    | -    | -     | -     | -    | -    | -    | -    |
| Vuelta a España | -    | -    | -    | 9.º  | 67.º  | 67.º | Ab.  | -    | 118.º | Ab.   | -    | -    | -    | -    |
| Mundial en Ruta | Ab.  | -    | 21.º | -    | 101.º | Ab.  | -    | Ab.  | -     | -     | -    | -    | -    | -    |

-: no participa
Ab.: abandono

## Equipos
- Marlux-Ville de Charleroi (2002-2003)
- Chocolade Jacques (2004)
- Davitamon-Lotto (2005)
- Rabobank (2006-2010)
- Geox-TMC (2011)
- Colombia-Comcel (2012)
- FLA-Lotería de Medellín (2013)
- Aguardiente Antioqueño-Lotería de Medellín (2014)
- Orgullo Antioqueño (2015)